# Rio Una (Valença, Bahia)
De Rio Una is een rivier in de staat Bahia in het oosten van Brazilië. Hij mondt uit in de Atlantische Oceaan nadat hij langs de stad Valença is gestroomd. In de monding van de rivier, in de vorm van een delta, liggen 26 eilanden, waarvan Tinharé het grootste is. Op dit eiland ligt de plaats Morro de São Paulo.